# Огиевский, Василий Дмитриевич
Василий Дмитриевич Огиевский (30 января (11 февраля) 1861, Кролевец Кролевецкий уезд Черниговской губернии Российская империя — 1 июня 1921, Киев) — российский учёный-лесовод, основоположник опытного лесного дела, организатор создания первой в России контрольной станции лесных семян (1909), действительный статский советник, профессор.

## Биография
Потомственный дворянин. В 1887 году окончил Санкт-Петербургский лесной институт со званием учёного лесовода 1-го разряда. Работал помощником лесничего Крженицкого лесничества Петроковской губернии (Царство Польское).
Позже получил назначение в Одоевское лесничество на должность помощника лесничего и преподавателя лесоводства в Крапивенской лесной школе в Тульской губернии. В этот период им опубликована работа «Питомник хвойных сеянцев в Тульской губернии». В течение 2-х лет был зарубежной командировке, где подробно изучил постановку лесного опытного дела на опытных станциях в Германии, Франции, Австрии, им подготовлено и опубликовано 8 работ, среди них: «Лесное опытное дело в Австрии» (1895), «Прусская лесная опытная станция» (1895), «Французская лесная опытная станция» (1895), «Испытание качества семян на Саксонской лесной опытной станции» (1896) и др.
В. Огиевский с перерывами служил в Лесном департаменте России: сначала младшим запасным лесничим (1892), после зарубежной командировки — старшим таксатором, позднее был назначен ревизором (с сентября 1909).
Педагог. Читал лекции в Киевском политехническом институте, где был штатным преподавателем по лесоводству (1912); в Санкт-Петербургском лесном институте, числился профессором кафедры частного лесоводства (1912), был помощником директора этого же института (1916—1918), заведовал Охтинской учебной лесной опытной станцией; в Киевском сельскохозяйственном институте был заведующим кафедрой лесоводства.
Похоронен в Киеве на Лукьяновском кладбище.

## Научная деятельность
В. Огиевский — корифей отечественного лесоводства, определивший развитие лесной науки в XX столетии (лесные культуры).
Один из пионеров лесного опытного дела в России. Разработал и предложил план организации и программу научно-исследовательских работ и лесного опытного дела в России; необходимое число лесных опытных станций, их размещение в казённых и частновладельческих лесах.
Внёс неоценимый вклад в создание опытных лесных станций и опытных лесничеств в европейской части России, из которых основные были в Собинском лесничестве Черниговской губернии и в лесничествах Тульских засек, а также развернул на их базе научно-исследовательские работы. В каждом из опорных пунктов была заложена серия опытных пробных площадей. За 1895—1910 г. В. Огиевский лично заложил 904 постоянные пробные площади.
Автор многочисленных научных трудов, в том числе: «Об организации лесоводственных исследований» (1900), «О ходе плодоношения сосны» (1895—1903), «О кулисных и примыкающих лесосеках». Работа «Лесокультурные исследования профессора В. Д. Огиевского» была опубликована после его смерти (1923).
Область научных исследований В. Огиевского: обоснование способов создания культур дуба и сосны, установление причин гибели культур различных пород, плодоношение сосны и других пород, изучение биологии майского хруща и разработка методов борьбы с ним и др.

## Награды
- Орден Святого Владимира IV степени,
- орден Святого Станислава II и III степени,
- Орден Святой Анны II и III степени.